# تله کلمبوس
تله کلمبوس (انگلیسی: Tele Columbus) شرکت مخابرات آلمانی است، که در سال ۱۹۸۵ تأسیس شد.